# Grzegorz Wojtczak
Grzegorz Wojtczak (ur. 7 lutego 1983) – polski lekkoatleta, specjalizujący się w biegach średniodystansowych.

## Osiągnięcia
- Mistrzostwa Polski, Bielsko-Biała 2003 – brązowy medal w biegu na 1500 m
- Młodzieżowe Mistrzostwa Polski, Biała Podlaska 2003 – srebrny medal w biegu na 1500 m
- Młodzieżowe Mistrzostwa Europy, Bydgoszcz 2003 – VIII miejsce w biegu na 1500 m

## Rekordy życiowe
- bieg na 1500 metrów
  - stadion – 3:42,47 (Poznań 2003)
  - hala – 3:52,21 (Spała 2003)
- bieg na 3000 metrów
  - stadion – 8:04,69 (Warszawa 2003)
- bieg na 5000 metrów
  - stadion – 14:15,77 (Biała Podlaska 2003)
- bieg na 3000 metrów z przeszkodami
  - stadion – 8:53,94 (Zielona Góra 2001)